# The Bank of New York Mellon
The Bank of New York Mellon Corporation, comúnmente conocida como BNY Mellon, es una corporación bancaria multinacional estadounidense de servicios financieros constituida el 1 de julio de 2007, como resultado de la fusión del Banco de Nueva York y Mellon Financial Corporation
La empresa cuenta con US $ 1,6 billones en activos bajo administración y US $ 27.9 billones de dólares en activos bajo custodia y/o administración, de esta manera es el banco custodio más grande en el mundo.
La compañía emplea a 51.400 personas en todo el mundo y opera en seis sectores principales de servicios financieros incluyendo servicios de asesoramiento, gestión de activos, servicios de activos, sociedad de valores, servicios de emisión, servicios de tesorería y gestión de la riqueza.
Es la más antigua corporación bancaria en los Estados Unidos, con orígenes que se remontan a la creación del Banco de Nueva York en 1784 por Alexander Hamilton.

## Historia

### Bank of New York

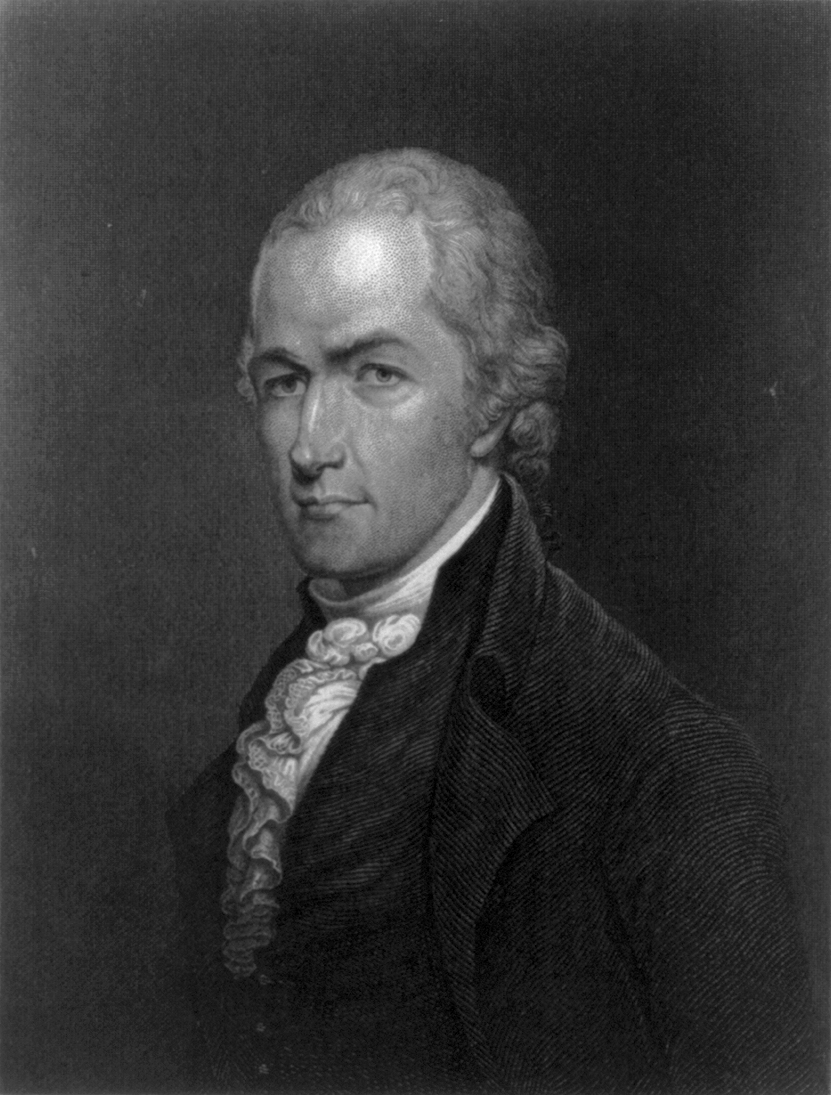
Alexander Hamilton poco después de la Revolución Americana

El Banco de Nueva York fue fundado por Alexander Hamilton el 9 de junio de 1784, en el antiguo Walton mansión en la ciudad de Nueva York el presidente del nuevo banco fue el ex Mayor General Alexander McDougall, con William Winston Seaton como Jefe Caja. en 1792, cuando se abrió la bolsa de Nueva York en primer lugar, el Banco de Nueva York fue la primera compañía en cotizar en la Bolsa. el banco fue fundado en 1784 por una serie de documentos elaborados por Alexander Hamilton. no fue hasta 2 de mayo 1791 que el Banco fue capaz de conseguir un carta.
La carta fue renovada varias veces hasta que el era de la banca libre, cuando en 1852, se reconoció oficialmente bajo la Ley de Bancos como banco . que tiene un capital de US $ 2.000.000 Después de la instigación de la Ley de la Banca Nacional, el Banco de Nueva York en 1865 fue una vez más fletado, esta vez como un Nacional Banco a través del acto.
A través de la década de 1900, el Banco de Nueva York siguió creciendo y prosperando En julio de 1922, el Banco de Nueva York y el seguro de vida y Trust Company de Nueva York se fusionaron. el banco sobrevivió a la Gran Depresión en 1948, el Banco se fusionó de nuevo, esta vez con la Quinta Avenida Banco, para ser seguido por una fusión en 1966 con la Trust Company Imperio. ese mismo año, 1966, el Banco de Nueva York abrió oficinas en Londres. la adición de la oficina de Londres, fue instrumental en la creación del Banco en el plano internacional. del banco Tenencia de acciones fue creado en 1969. Es un papel decisivo en el crecimiento y expansión del Banco de Nueva York fuera de la ciudad de Nueva York.

### Mellon Financial
"T. Mellon y Banco Sons '", como se llamaba originalmente Mellon Financial, fue fundada en Pittsburgh, Pensilvania. El banco fue establecido en 1869 por el juez retirado Thomas Mellon y sus hijos Andrew W. Mellon y Richard B. Mellon Alcoa, . Westinghouse, Gulf Oil, General Motors y Bethlehem Steel entre otras empresas industriales, eran algunas de las empresas T. Mellon & Sons 'financiado la ex petrolera "E" Gulf Oil, fue considerado como uno T. Mellon y más exitosas inversiones financieras Sons ' El exjuez Thomas Mellon decidió retirarse como presidente de la empresa en 1886 para ser sucedido por su hijo, Andrew
En 1902, T. Mellon & Sons 'nombre fue cambiado a la del Banco Nacional Mellon la firma se fusionó con la Unión Trust Company en 1946, fundó una empresa por Andrew Mellon. El nombre de la nueva organización era el National Bank y Trust Company Mellon, primera estadounidense de Pittsburgh $ 1 . Billones banco
En 1920, Andrew dejó su puesto de liderazgo del banco para convertirse en el más veterano secretario del Tesoro estadounidense en la historia (que sirve bajo tres administraciones separadas). En 1929, Richard fundó Mellbank Corporation. En 1946, Mellon Nacional, Mellbank, y la Unión Trust Company se fusionaron para formar Mellon National Bank y Trust Company. Una reorganización en 1972 trajo consigo un cambio de nombre de Mellon Bank, NA y la formación de una sociedad holding, Mellon National Corporation.
En 1983, compró Mellon Girard Banco de Filadelfia y los condados central Banco de State College, Pennsylvania y el próximo año, Mellon National Corporation se convirtió Mellon Bank Corporation y adquirió Northwest Pennsylvania Corporación de Oil City, Pennsylvania. En 1986, Mellon compró Commonwealth Financiero Nacional de Harrisburg, Pennsylvania, y en 1991, añadió Estados Penn Banco de Wilkes-Barre, Pennsylvania. El próximo año, Mellon adquirió 54 sucursales de sede en Filadelfia Philadelphia Ahorros Sociedad Fondo, cuya casa matriz se ha declarado insolvente. Filadelfia Ahorros Sociedad Fondo, fue la primera caja de ahorros en los Estados Unidos, fundada en 1819.
En 1993, Mellon adquirió The Boston Company de American Express y AFCO Corporación de Crédito de la Corporación Continental. Al año siguiente, Mellon se fusionó con la Dreyfus Corporation, con lo que sus fondos de inversión bajo su paraguas. En 1997, compró Mellon United Bankshares, Inc., de Miami, primera Business Bank de Los Angeles, y Fundadores Asset Management.
En 1999, Martin G. McGuinn se convirtió en presidente y director ejecutivo de Mellon Bank Corporation y Mellon Bank Corporation se convirtió Mellon Financial Corporation. Dos años más tarde, se retiró del negocio de banca minorista por la venta de los activos y sucursales de bancos minoristas para Citizens Financial Group, que despojó a la larga data nombre Mellon Bank de localizaciones a través de Pennsylvania y Delaware y les renombrado como Citizens Bank. En 2004, Mellon anunció que compraría Safeco Trust Company de sede en Seattle de Safeco Corporation. El mismo año, compró acciones en circulación de Partners de Pareto con sede en Londres y les ofreció espacio en Mellon Financial (inaugurado a principios de año).

### Fusión
El 4 de diciembre de 2006, el Banco de Nueva York y Mellon Financial Corporation anunció que se fusionarían para crear empresa de mantenimiento de valores y administración de activos más grandes del mundo. Bajo los términos del acuerdo, el Banco de los accionistas de Nueva York recibió 0,9434 acciones de la nueva compañía por cada acción del Banco de Nueva York que poseían, y los accionistas Mellon (TAKS) recibió 1 acción en la nueva compañía por cada acción Mellon que poseían. Bank of New York Mellon y entró en mutua opciones sobre acciones acuerdos para el 19,9% de los que [las acciones comunes []] del emisor.
La nueva empresa, llamada BNY Mellon, es administrador de activos más importantes del mundo por un margen considerable, con más de US $ 26300000000000 en activos bajo custodia 31 de marzo de 2013 (saltando por encima de State Street Corporation, que cuenta con US $ 15,1 billones de activos en custodia), y fiduciario corporativo con US $ 8 billones de dólares en activos bajo administración fiduciaria. Se encuentra entre los 10 principales gestores de activos globales con más de US $ 1 billones de dólares en activos bajo gestión.
Coincidentemente, la fusión también reunió a dos instituciones financieras que habían cedidas recientemente sus banca minorista divisiones. Banco de Nueva York vendió su división de banca minorista en JPMorgan Chase en 2006, mientras Mellon vendió su división de banca minorista en RBS - propiedad Citizens Financial Group en 2001.
Está considerado como un administrador de la riqueza de Estados Unidos entre los 10 con más de US $ 160 mil millones en activos de clientes, y es un proveedor global de pagos y líder en Estados Unidos [] [gestión de efectivo]. La empresa tiene ingresos anuales de aproximadamente US $ 13  millones, y pro-forma capitalización de mercado de alrededor de US $ 50 mil millones. La empresa cuenta con 50.000 empleados en todo el mundo. El Bank of New York Mellon Corporation opera en 37 países, sirviendo a más de 100 mercados. La compañía ofrece servicios financieros para instituciones, corporaciones y personas de alto patrimonio neto, a través de un equipo mundial. También presta servicios a más de US $ 11 billones de dólares en deuda pendiente.
Tom Renyi, el expresidente y director ejecutivo de Bank of New York, se desempeñó como presidente ejecutivo de Bank of New York Mellon durante 18 meses siguientes al cierre de la operación, con la responsabilidad general de la integración de las dos compañías, que tienen retirado a partir del 1 de julio de 2008.
Robert P. Kelly, el expresidente, presidente y director ejecutivo de Mellon, sirvieron como presidente ejecutivo de la nueva compañía y lograron Renyi como presidente de la junta hasta agosto de 2011. El 31 de agosto de 2011, Kelly renunció, según un comunicado de prensa, "de común acuerdo con el consejo de administración, debido a las diferencias de enfoque en la gestión de la empresa." Gerald L. Hassell, expresidente del Banco de Nueva York, fue nombrado Presidente y Director General en esa fecha.
La junta directiva tenía 10 miembros designados por el Banco de Nueva York, y 8 miembros designados por Mellon. La sede de la nueva compañía tiene su sede en la ciudad de Nueva York, a pesar de que mantiene operaciones significativas en Pittsburgh. La renuncia de Kelly se fue de 13 directores (8 de Bank of New York y 5 de Mellon).
La fusión se finalizó el 2 de julio de 2007, con la oficina principal de negocios en la oficina de One Wall Street y el  'BNY Mellon'  marca utilizada para la mayoría de las líneas de negocio.

### Tras la fusión
En febrero de 2008, la compañía experimentó un derrame de datos, perdiendo un número no revelado de cintas que contienen la información del cliente las víctimas del derrame de datos se ofrecieron dos años de monitoreo de crédito.
A finales de noviembre de 2008, la compañía anunció que debido a la crisis financiera mundial, la empresa despedir a 1.800 empleados, que se traduce en un 4% de su fuerza laboral global, con el CEO Robert Kelly citando la necesidad de "reducir los gastos" más allá de cualquier puesto de -merger planes

### La crisis financiera y aniversario
En octubre de 2008, el Banco de Nueva York Mellon recibió US $ 3 mil millones en Troubled Alivio para Activos Programa (TARP) fondos de la Estados Unidos Tesoro durante el crisis financiera de 2007-2010. El 9 de junio de 2009, la compañía pagó de nuevo los fondos en su totalidad, junto con US $ 136  millones para recomprar warrants del Tesoro el banco es el custodio principal de los fondos del TARP, contratado por el Tesoro para gestionar la contabilidad y el mantenimiento de registros para el programa
El banco también celebró su 225o aniversario el 9 de junio de 2009. La compañía honrado este hito con un video conmemorativo abordando su historia y su posición destacada en la economía global.
En junio de 2014, el inversionista Nelson Peltz presionó a BNY Mellon para mejorar los márgenes antes de impuestos de la compañía

## Datos históricos
<Galería>
Image: Nymellon_al.jpg | Activos y Pasivos
Image: Nymellon_al_ratio.jpg activo del | Ratio / Responsabilidad
Image: Nymellon_income.jpg | Utilidad Neta
</ galería>
El Bank of New York Mellon fue el octavo banco más grande en el medio de 2012 (no incluyendo subsidiarias) [cita requerida].

## Operaciones
El Bank of New York Mellon opera a nivel mundial en más de 100 mercados en 36 países y emplea a más de 48.000 empleados. Sede de América y en todo el mundo del grupo se encuentra en Una Wall Street. Sede EMEA del grupo se encuentra en One Canada Square, en Londres y su APAC sede se encuentra en Hong Kong.
El 22 de abril de 2014, BNY Mellon anunció que sería la venta de su sede de Wall Street en el tercer trimestre de ese año, la reubicación de su centro operativo global a un nuevo edificio, posiblemente en Nueva Jersey.

## Segmentos de negocio
- Gestión de Activos (ofrece servicios de gestión de activos a través de una serie de empresas de gestión de activos a inversores institucionales e individuales)
- Gestión de Patrimonios (ofrece soluciones de gestión de la inversión, la riqueza y de planificación patrimonial y banca privada a de alto poder adquisitivo valor individual s y familias, oficinas familiares y empresas comerciales, programas de donaciones caritativas y dotaciones y fundaciones)
- Activos Servicing (ofrece servicios de custodia global y relacionados y servicios de broker-dealer para fondos de retiro corporativo y público, fundaciones y fondos e instituciones financieras globales)
- Servicios Emisor (proporciona la confianza empresarial, certificado de depósito y servicios Shareowner a corporaciones e instituciones)
- Servicios de Compensación (proporciona servicios de compensación, de financiación y de custodia de agentes de bolsa y asesores de inversión registrados)
- Servicios de Tesorería (proporciona servicios de tesorería, servicios de pagos globales, soluciones de capital de trabajo, el capital y los mercados de negocios gran banca corporativa)[28]

## Competencia
Algunos de los competidores de BNY Mellon incluyen SimCorp, JPMorgan Chase, Barclays, Advent Software, Sistemas Financieros QED, SunGard, Norte Fideicomiso, Orangefield Columbus, Citco, State Street y Princeton Financial Systems.